# OrangeTV
OrangeTV – indonezyjski dostawca telewizji satelitarnej, działający w latach 2011–2018. Właścicielem usługi było przedsiębiorstwo PT Mega Media Indonesia.
Platforma OrangeTV powstała w 2011 roku. Działała przez 7 lat, aż do momentu zamknięcia w czerwcu 2018. Był to jeden z największych dostawców płatnej telewizji w Indonezji.
Platforma działała z satelity Palapa D (113,0°E), w paśmie C i równolegle w paśmie Ku w MPEG-4, a sygnał kodowała w systemie Irdeto.